# Tắc kè lùn Angola
Tắc kè lùn Angola hay Tắc kè xanh điện (danh pháp hai phần: Lygodactylus angolensis) là một loài bò sát thuộc Cận bộ Tắc kè. Loài này sinh sống ở Angola, được Arthur Loveridge phân loại vào năm 1952.